# Bogatyr

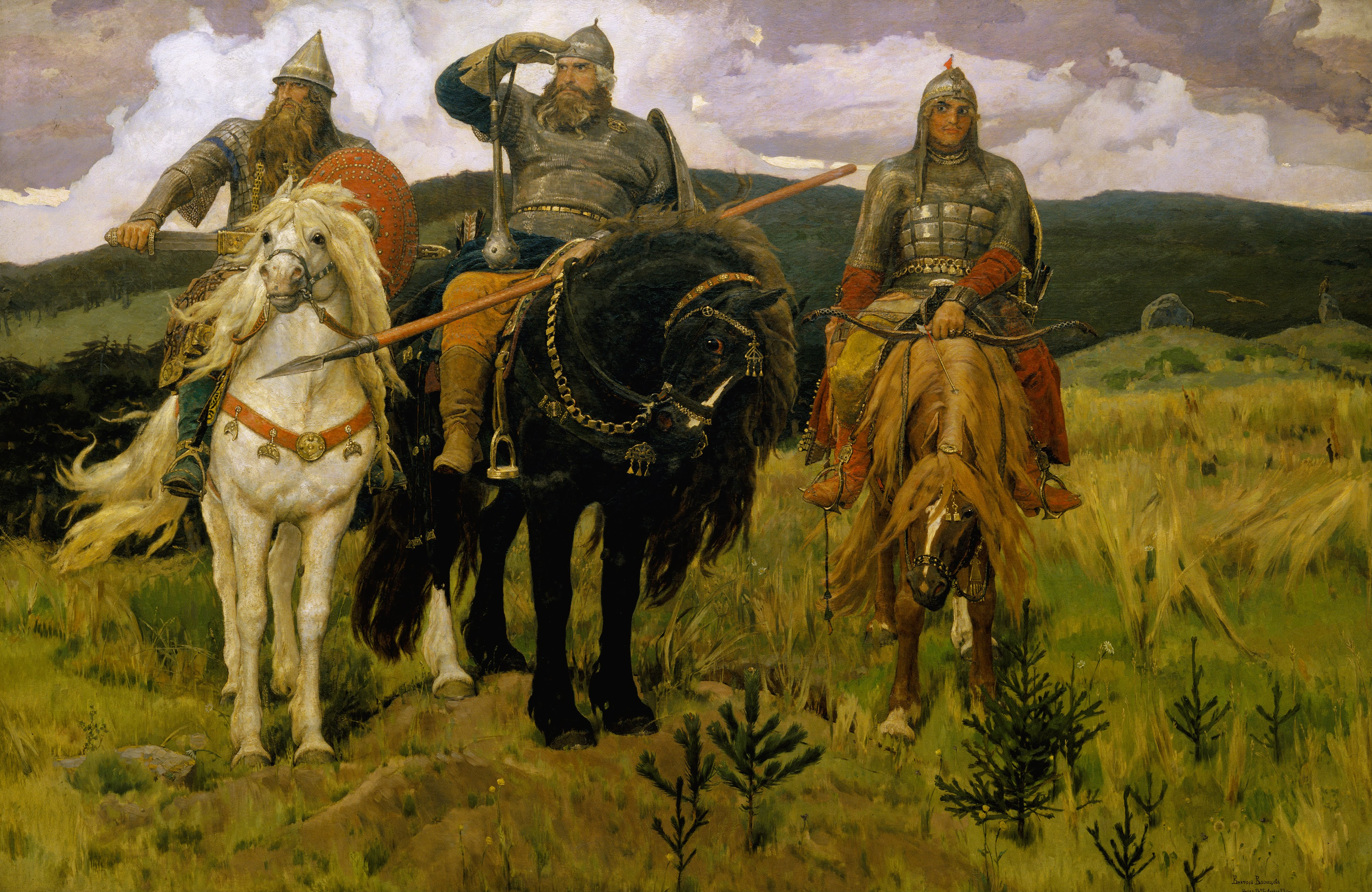
Die drei Bogatyre (russ: Богатыри) (1898), Gemälde von Wiktor Michailowitsch Wasnezow. In der Mitte Ilja Muromez, links Dobrynja Nikititsch und rechts Aljoscha Popowitsch.

Bogatyr (russisch Богатырь) oder Witjas ist die Bezeichnung für einen Recken aus mittelalterlichen russischen Sagen, die in verschiedenen Heldenliedern (Bylinen) besungen werden.

## Wortherkunft
Das Wort Bogatyr stammt aus dem Altaischen und geht zurück auf den historischen turko-mongolischen Ehrennamen Baghatur (Mongolisch: ᠪᠠᠭᠠᠲᠦᠷ Baghatur/Ba'atur (Khalkha-Mongolisch: Баатар), Türkisch: Batur, Tatarisch und Kasachisch: Батыр Batyr). Die ursprüngliche Bedeutung des Wortes war „Held“ oder „tapferer Krieger“.
Dieser Begriff wurde durch die turko-mongolischen Eroberungen im 13. Jahrhundert auch in viele nicht-türkische Sprachen eingeführt und existiert heute in verschiedenen Varianten wie z. B. in Bulgarisch Багатур (Bagatur), Russisch Богатырь (Bogatyr), Georgisch Bagatur, Persisch und Nordindisch Bahadur, Ungarisch Bátor und Polnisch Bohater.
Ebenfalls kann der Begriff aus einer Zusammensetzung des russischen Wortes für Gott Bog (бог) und dem nordisch/germanischen Kriegsgott Tyr hergeleitet werden, da die germanische und slawische Mythologie über Parallelen verfügen und germanische Götter im russischen Sprachgebrauch vorkommen (ein Beispiel dafür sei Odin, welcher die Zahl Eins (1) repräsentiere, russisch один. Aus dieser Zusammensetzung würde Bogatyr „von Gott Tyr“ bedeuten, was ebenfalls „Held“ oder „tapferer Krieger“ bedeuten würde.

## Historischer Hintergrund
Im wirklichen Leben waren die Bogatyre meistens freie Söldner, die dank ihrer Ausbildung und Tapferkeit die Anerkennung als Bogatyr erfuhren. Sie waren zuständig für die Bewachung der Grenzen, Ausbildung und Verwaltung der Streitkräfte eines Knjas (Fürsten). Bekannt sind diese Soldaten durch die Sagen und Märchen aus der Zeit der Kiewer Rus vor der mongolischen Eroberung. Vor allem zur Zeit der Kiewer Rus und dem Kampf russischer Fürstentümer mit den Nomaden aus Zentralasien und Finno-Ugriern aus dem Westural entstanden viele Sagen über die Bogatyre. Sie fungieren dort als Beschützer der Herrscher und Grenzen der altrussischen Städte und spielten sogar eine wichtige Rolle in den Erbfolge-Konflikten der Kiewer Rus. Einige verdingten sich dabei als Söldner und Karawanenwächter und reisten den Legenden und Überlieferungen zufolge sogar bis nach Indien. Vor allem Dobrynja Nikititsch war dafür bekannt, dass er als Söldner vermutlich für die Kyptschaken oder Seldschuken im heutigen Pakistan und Nordindien kämpfte und sich dabei ein großes Vermögen erwarb. So wird davon ausgegangen, dass es die drei Söldner auf dem berühmten Gemälde von Wiktor Michailowitsch Wasnezow – Ilja Muromez, Dobrynja Nikititsch und Aljoscha (Alexej) Popowitsch – wirklich gab, obgleich es sehr wenige schriftliche Quellen darüber gibt.
Heute ist „Bogatyr“ in Osteuropa und im russischsprachigen Raum ein Kosename für einen sehr starken Recken.